# Torrecuso
Torrecuso is een gemeente in de Italiaanse provincie Benevento (regio Campanië) en telt 3549 inwoners (31-12-2004). De oppervlakte bedraagt 26,5 km², de bevolkingsdichtheid is 135 inwoners per km².

## Demografie
Torrecuso telt ongeveer 1396 huishoudens. Het aantal inwoners steeg in de periode 1991-2001 met ..% volgens cijfers uit de tienjaarlijkse volkstellingen van ISTAT.
| Jaar | Inwoneraantal |
| ---- | ------------- |
| 1991 | 3521          |
| 2001 | 3522          |

## Geografie
De gemeente ligt op ongeveer 420 m boven zeeniveau.
Torrecuso grenst aan de volgende gemeenten: Benevento, Foglianise, Fragneto Monforte, Paupisi, Ponte, Vitulano.